# Collor (Peru)
Collor (possivelmente do quichua quyllur, estrela) é um sítio arqueológico do Peru. Está situado na região de Cajamarca, na província de Cajamarca, distrito de Namora. O local fica a uma altura de cerca de 2 970 metros (9 744 pé) em uma montanha chamada Coyor, a leste do lago San Nicolas.